# Karl Hengerer
Karl Hengerer (* 4. April 1863 in Hessigheim; † 25. Juni 1943 in Stuttgart) war ein deutscher Architekt.

## Leben und Werk

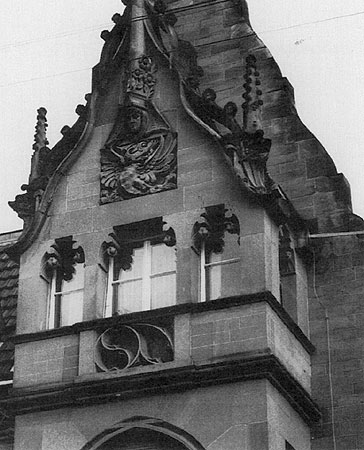
Stuttgart, Villa Herdweg 60, 1897 (Aufnahme 1990)

Karl Christian Hengerer wurde am 4. April 1863 in Hessigheim bei Besigheim (Württemberg) als einziges Kind eines protestantischen Steinhauers geboren, der sich kurz darauf in Stuttgart selbständig machte und ab 1869 als Bauunternehmer arbeitete. Karl Hengerer studierte von 1882 bis 1885 an der Technischen Hochschule Stuttgart Architektur bei Christian Friedrich Leins. Während seines Studiums wurde er 1884 Mitglied der Stuttgarter Sängerschaft Schwaben. Nach kurzer Anstellung bei dem Architekten Emil Schreiterer in Köln legte er 1888 in Stuttgart das 2. Staatsexamen ab und wurde zum Regierungsbaumeister (Assessor in der öffentlichen Bauverwaltung) ernannt.
Aufgrund seiner Verdienste um die bauliche Entwicklung und Gestaltung Stuttgarts – so die offizielle Begründung – wurde Hengerer am 9. Januar 1904 durch König Wilhelm II. der Ehrentitel eines Baurats verliehen. Von 1891 bis 1893 betrieb er mit Carl Heim (1859–1944) ein gemeinschaftliches Büro, von 1902 bis 1906 mit Richard Katz. 1920 setzte er sich als vermögender Rentier zur Ruhe, er starb 1943 in Stuttgart und wurde auf dem Pragfriedhof beigesetzt.
Zwischen 1890 und 1919 entstanden nach Plänen Hengerers zwischen 400 und 500 Gebäude. Doch nicht allein dadurch gehört er zu den wichtigsten historistischen Architekten Stuttgarts. Viele seiner Bauwerke, Siedlungen oder Planungen fanden in der zeitgenössischen Fachpresse große Beachtung, erregten zuweilen auch Aufsehen. Seine Gebäude sind größtenteils in Stuttgart, teilweise in anderen Städten des heutigen Baden-Württembergs zu finden. Durch Kriegszerstörungen und spätere Umbauten oder Abrisse ist schätzungsweise mehr als die Hälfte seines Werks mittlerweile zerstört.

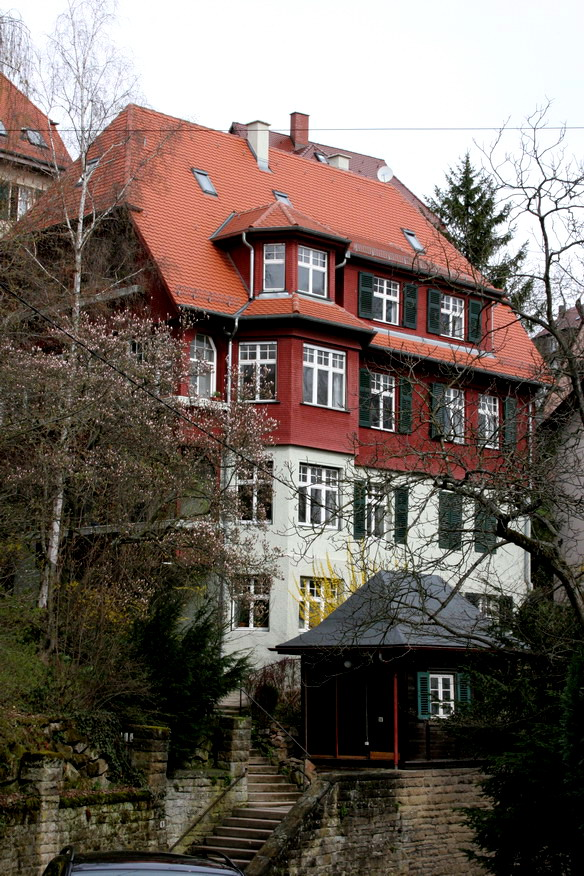
Stuttgart, Birkendörfle, 1907–1911

Sein Œuvre umfasst vor allem Wohnbauten zwischen 1890 und 1919, darunter zahlreiche Villen in den Stadterweiterungsgebieten auf den Halbhöhenlagen Stuttgarts. Daneben erhielt er Aufträge für mehrere Bank- und Verwaltungsgebäude in Württemberg. Seine Anfänge zeigen die zeittypischen Formen der Neurenaissance und Neugotik, die er ab etwa 1900 mit großem Erfindungsreichtum und ausgeprägtem Gespür für die plastischen Werte der Fassadengestaltung um sehr persönliche Akzente bereicherte.
Während seines gesamten Schaffens blieb Hengerers Architektur traditionsbewusst und konservativ. Neue Strömungen wurden zwar stets aufgenommen, Material, Stil, Gestaltung und Dekor suggerierten jedoch immer Bodenständigkeit: In dieser Phase zwischen 1898 und etwa 1905 waren es nicht nur die Stilvorbilder der Romanik, Gotik und Renaissance allein, die ihn inspirierten, er legte auch großen Wert darauf, dass vor allem das Handwerkliche deutlich zutage trat. Mit tief eingeschnittenen Fenstern, scharf konturierten Details und kräftigen Formen spielte er an eine traditionsreiche Steinmetzkunst und gediegene bürgerliche Wohnbaukultur an, die er inmitten endloser glasierter Klinkerflächen und Formsteine der zeitgenössischen Architektur offenbar vermisste.
Im Umfeld Theodor Fischers wandelt sich um 1904 auch Hengerers Bauweise zu einer romantisch getönten Heimatstil-Architektur mit Erkern, Arkadengängen, Fachwerk und Putzfassaden. Dies beginnt mit der noch trutzigen Villa Hauff (1904) und lässt sich bis heute vor allem an den Bauten der von Hengerer geleiteten Stuttgarter Altstadt-Sanierung (1906–1909) mit dem Graf-Eberhard-Bau festmachen. Unter diesem Gedanken plante und baute Hengerer auch die Villenkolonie Birkendörfle (1907–1911) im Stil von Schwarzwaldhäusern.

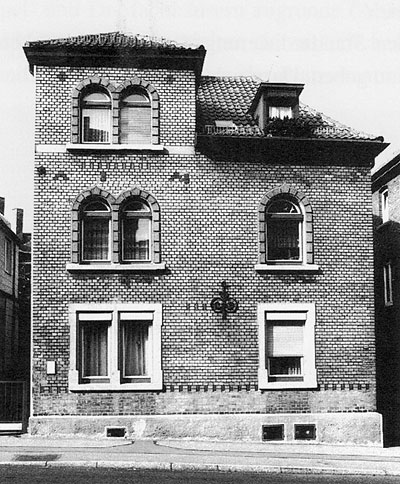
Siedlung Stuttgart-Ostheim 1891–1901, Hausmannstraße (Aufnahme 1990)

Kurz darauf findet sich auch in Hengerers Bauten der Schritt zu einer nobleren Bauweise in neubarocken Formen, wie sie kurz vor dem Ersten Weltkrieg überall in Deutschland typisch wurde. Den Weg zu einer sachlicheren Architektur, die nach 1919 auftrat, ging er nicht mehr mit.
Den quantitativ bedeutendsten Teil seines Wirkens findet man zwischen 1891 und 1910 im sozialen Wohnungsbau. Hengerers Hauptauftraggeber war der einflussreiche Stuttgarter Sozialreformer und Genossenschaftler Eduard Pfeiffer (1835–1921) um den Verein für das Wohl der arbeitenden Klassen. Gemeinsam schufen sie die Arbeitersiedlungen Ostheim (1891–1895) und Stuttgart-Südheim (1901–1903), die Altstadt-Sanierung (1906–1909), die Mittelstands-Siedlung Ostenau am Rande von Stuttgart-Ostheim (1911–1913), ein großes Ledigenheim (1910) sowie eine Säuglingsheilanstalt (1910).

## Bauten und Entwürfe (Auswahl)

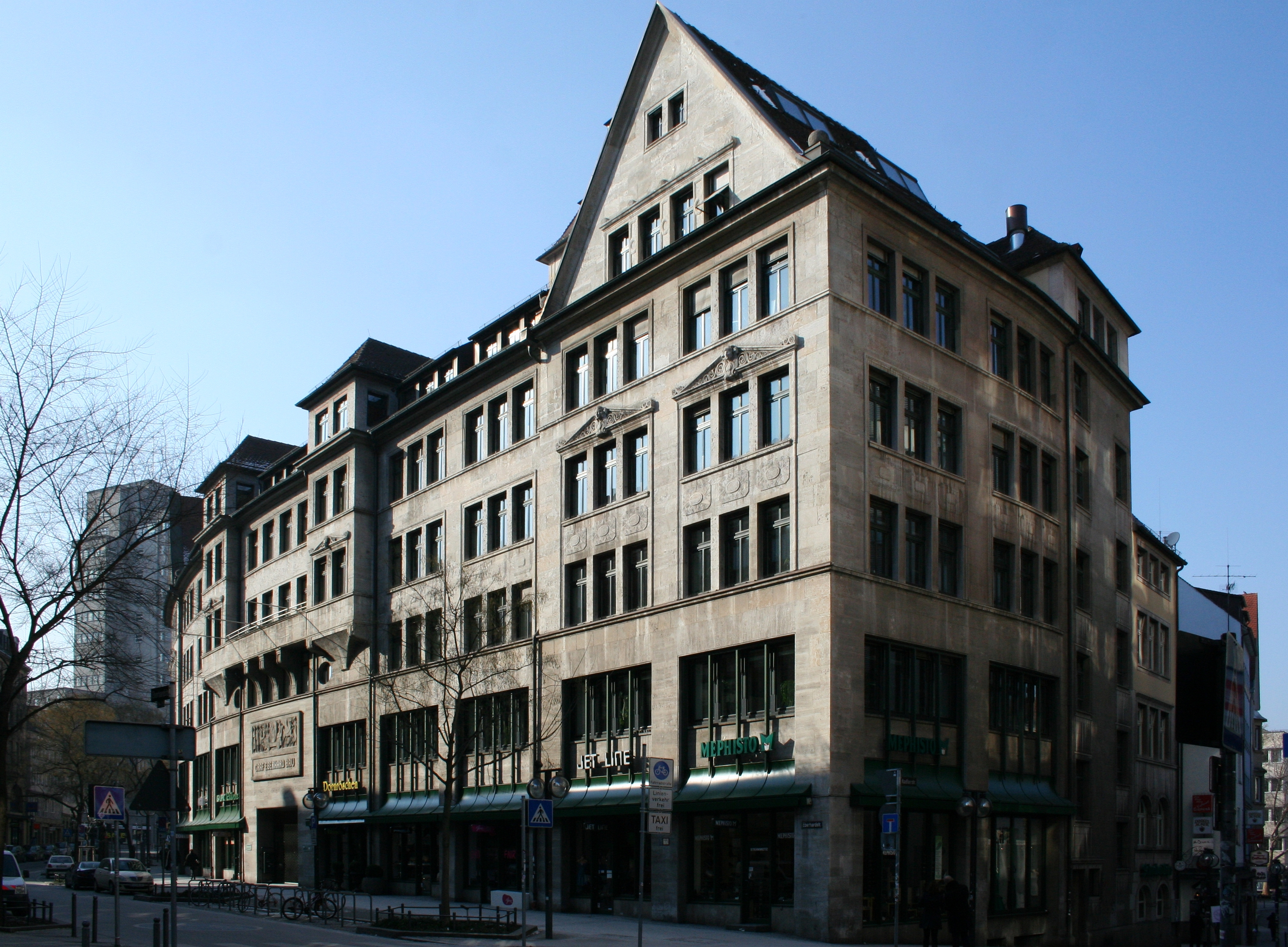
Graf-Eberhard-Bau

Die Gebäude befinden sich, sofern nicht anders angegeben, in Stuttgart.
- 1888: Bauleitung am Neubau des Marienhospitals Stuttgart unter Robert von Reinhardt
- 1890–1891: mehrere Wohn- und Geschäftshäuser in der Stuttgarter Innenstadt
- 1891–1893: Arbeitersiedlung Stuttgart-Ostheim (142 Häuser nach Plänen von Heim und Hengerer)
- 1894: Wohn- und Geschäftshaus „Lindenhof“
- 1894: St.-Josefs-Bau des Marienhospitals
- 1894: Zentrale des neuen Elektrizitätswerks, Marienstraße
- 1895: Neues Schützenhaus Stuttgart-Heslach, Burgstallstraße
- 1895: Wettbewerbsentwurf für das Neue Rathaus in Stuttgart
- zwischen 1896 und 1904: diverse Wohn- und Geschäftshäuser in der Stuttgarter Innenstadt und in den Außenbezirken
- 1897: Villa Herdweg 60
- 1898: Gewerbegebäude des Spar- und Consumvereins, Wolframstraße
- zwischen 1898 und 1910: mehrere Villen und Wohnhäuser an der Danneckerstraße
- 1898–1899: mehrere Wohnhäuser im Neubaugebiet Stitzenburgstraße
- 1900: Villa Humboldtstraße 6
- 1901: Jugendvereinsheim „Zum Johannes Brenz“, Hohestraße
- 1901–1903: Arbeitersiedlung Südheim (22 Häuser)
- 1902: Umbau der ehemaligen Stiftspropstei in ein Wohn- und Geschäftshaus, Stiftstraße 1
- 1902: Wohn- und Geschäftshaus Tritschler / Marx & Nachmann, Kirchstraße
- 1902–1905: mehrere Villen im Bereich der neu besiedelten Gänsheide, darunter die Villa Hauff mit Pförtnerhaus, Gerokstraße / Wagenburgstraße
- 1904: Wohn- und Geschäftshaus Calwer Straße 62/64
- 1905: „Hans-Sachs-Haus“, Hauptstätter Straße 140/142
- 1905: Bankgebäude für die Württembergische Vereinsbank, Königstraße 72
- 1906–1909: Altstadt-Sanierung (Planung und technische Oberleitung, 28 von 33 Neubauten, darunter der „Graf-Eberhard-Bau“[3])
- 1907–1911: Siedlung Birkendörfle, Birkenwaldstraße / Mönchhaldenstraße (27 Häuser)
- 1908: Erfindung von Tekton (prämiert auf der Baufachausstellung Leipzig 1909)  / Fertighaus aus Tekton auf der Württembergischen Bauausstellung Stuttgart 1908
- 1910: Ledigenheim, Villastraße
- 1910: Säuglingsheilanstalt, Stuttgarter Straße (heute Wilhelm-Camerer-Straße)
- 1910: Finanzplan und Bebauungsentwurf für Sanierung und Straßendurchbruch in Straßburg im Elsass
- 1911: Neubauten / Umbauten / Erweiterungsbauten der Württembergischen Vereinsbank in Ulm, Heidenheim, Ravensburg, Reutlingen, Schwäbisch Gmünd
- 1911–1913: Mittelstands-Siedlung Ostenau für den Stuttgarter Verein für das Wohl der arbeitenden Klassen (44 von 50 Häusern)
- 1912: Umbau des Stammhauses der Württembergischen Vereinsbank, Friedrichstraße
- 1913: diverse Villen in Stuttgart
- 1913: Villa Mauser in Oberndorf am Neckar
- 1913: drei Gebäude aus Tekton auf der Internationalen Baufach-Ausstellung Leipzig 1913 (Silberne Medaille der Ausstellung)
- 1913: Tekton-Fabrik in Siglingen an der Jagst
- 1915: Bankgebäude für die Württembergische Bankanstalt, Gymnasiumstraße
- 1927: eigene Villa, Gustav-Siegle-Straße
- 1935: Sommerhaus in Egern-Schorn am Tegernsee